# Eberswalde
Eberswalde är en stad i östra Tyskland och administrativ huvudort i Landkreis Barnim i förbundslandet Brandenburg. Staden kallas också Waldstadt (skogsstaden). Staden ligger omkring 50 km nordost om Berlin.

## Geografi
I stadens omgivningar finns vidsträckta skogsområden och Unescos Biosphärenreservat Schorfheide-Chorin med totalreservatet Plagefenn. I reservatet, som ligger i den östra delen av Mecklenburgska sjöplatån, finns ett mycket stort antal sjöar, som bildades när den senaste nedisningen för omkring 10 000 år sedan drog sig tillbaka.

## Historia

### Namn och tidig historia
Namnet Eberswalde kommer från tyskans ord för "vildsvinsgalt" och "skog". Bosättningar i området omkring vadstället över floden Finow finns belagda sedan yngre stenålder och under tidig medeltid fanns här en slavisk bosättning. Norr om stadsdelen Finowfurt fanns också en slavisk befästning. Staden grundades och gavs stadsprivilegier av markgreven Johan I av Brandenburg 1254, enligt krönikören Beling, och var då redan en betydande by i området. Årtalet gäller dock som ifrågasatt, och det första säkra omnämnandet av staden Everswolde gjordes i ett dokument från 1276. På det så kallade slottsberget söder om stadskärnan grundades en borg under mitten av 1200-talet för att försvara gränsområdet mot pommerska Uckermark, men denna borg förföll redan under 1300-talet.
Innerstaden har behållit sitt medeltida gatunät, med ett rutnät av gator och ett centralt marknadstorg. Stadsmuren anlades under början av 1300-talet. År 1499 drabbades staden av en större brand, som förstörde större delen av stadens träbebyggelse och ledde till en ekonomisk och befolkningsmässig nedgång. Under 1500-talet återuppbyggdes staden och utvecklades till Brandenburgs viktigaste centrum för smidesindustri, bland annat inom koppar-, järn- och plåtbearbetning och knivsmide.
Staden drabbades svårt av trettioåriga kriget. 1628 slog Wallensteins kejserliga trupper läger i staden och 18-19 december 1632 förvarades Gustav II Adolfs lik i Maria Magdalena-kyrkan på vägen mellan Lützen och Stockholm. Endast 33 av 216 hus i staden återstod vid krigets slut, och först på 1720-talet nådde befolkningen upp i samma nivå som före trettioåriga kriget.

### Industrialisering
Vid mitten av 1700-talet blomstrade stadens smidesindustri, och hantverkare från Rheinland och Thüringen slog sig ner i staden. Finowkanalen, som förstörts i samband med trettioåriga kriget, byggdes ut 1743-1746 och försåg stadens industrier med energi och transportvägar. Staden var under 1700-talet och 1800-talet kurbadort med järnhaltiga källor, men 1898 lades badverksamheten ned och i fortsättningen bedrevs verksamheten endast som luftkurort. 1830 flyttades den preussiska skogsakademin till Eberswalde från Berlin vilket bidrog till stadens rykte som skogsstad, då många forskare utbildades och verkade här.
1842-1843 färdigställdes järnvägen Berlin-Stettin genom Eberswalde, vilket bidrog till stadens snabba industrialisering under andra halvan av 1800-talet. Järnvägsförbindelser till Bad Freienwalde, Frankfurt (Oder), Templin och Schöpfurth tillkom efter hand.
På grund av att Finowkanalen blivit otillräcklig för industrins och sjöfartens behov öppnades 1914 den nya Oder-Havelkanalen norr om staden. Som industristad kom staden att dras in i novemberrevolutionen 1918 och 1920 beväpnade sig arbetare i staden som försvar mot Kappkuppen.

### Nazityskland
Adolf Hitler och Hermann Göring besökte Eberswalde vid flera tillfällen, oftast på genomresa till Carinhall. Stadens synagoga brändes ned 1938 under Kristallnatten efter att 1931 ha skadats i ett blixtnedslag och återuppbyggts. Under kriget var några tusental tvångsarbetare verksamma inom stadens många industrier som levererade krigsmateriel, och 1944-1945 fanns här en lägerfilial till koncentrationslägret Ravensbrück med omkring 1000 kvinnliga fångar. Efter Röda arméns intåg 20-21 april 1945 användes lägret under en kortare tid som sovjetiskt interneringsläger. Staden bombades av tyskt flyg och sattes i brand av tyska partisaner 25-26 april vilket ledde till att stora delar av innerstaden brändes ned, men anfallet saknade strategisk betydelse då de sovjetiska styrkorna kringgått staden för att rycka fram mot Berlin.

### 1945-
Eberswalde återuppbyggdes efter kriget efter planer av stadsplaneraren Hans Freese. Staden var även under Östtyskland ett betydande regionalt centrum för industri, jordbruk, kommunikationer och kultur. Den lokala skogsakademin flyttades till Tharandt nära Dresden 1963 och återöppnades som den nya skogshögskolan 1992.
Natten till den 25 november 1990 blev den angolansk-tyske industriarbetaren Amadeu Antonio Kiowa offer för rasistiskt motiverat dödligt våld från en grupp om omkring 50 nynazister, det första sådana hatbrottet i det tidigare DDR efter återföreningen. Fallet ledde till en intensiv mediedebatt och fyra medlemmar av gruppen dömdes 1992 till fängelsestraff för dråp.
Flera av stadens tunga industrier lades ned eller genomgick kraftiga nedskärningar i början av 1990-talet, och befolkningen sjönk kraftigt under decenniet efter återföreningen. År 1993 blev Eberswalde huvudort i den nybildade Landkreis Barnim och stora resurser satsades på en förnyelse av stadskärnan och etablering av nya företag inom tillverknings- och turistsektorn, samt nya myndigheter och moderniserad infrastruktur.

## Befolkning
- Befolkningsutveckling sedan 1875 inom nuvarande kommungränser (Blå linje: Befolkning—Prickad linje: Jämförelse med utvecklingen i hela nuvarande Brandenburg—Grå bakgrund: Under Nazityskland 1933-1945—Röd bakgrund: Under Östtyskland 1949-1990)
- Aktuell befolkningsutveckling (blå linje) och prognos (prickad linje).

## Kultur och sevärdheter

### Museer

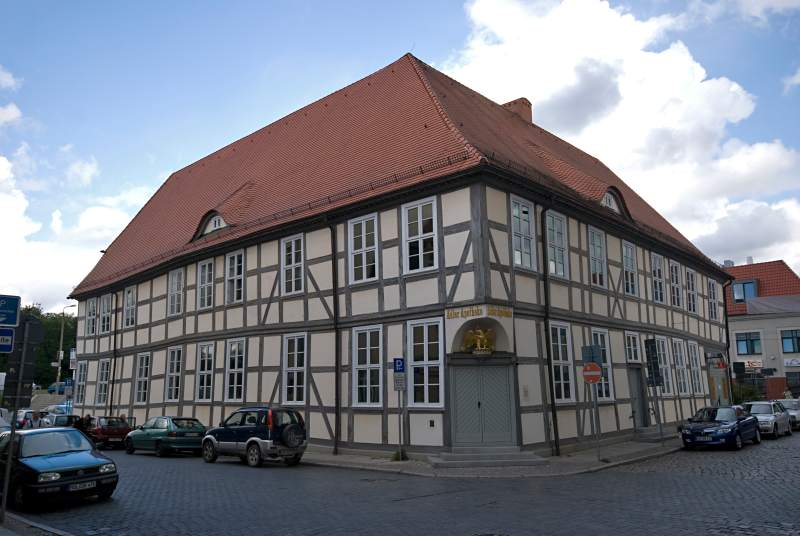
Regionmuseet i Adler-Apotheke, stadens äldsta korsvirkeshus.

Det stads- och regionalhistoriska museet är inrymt i stadens äldsta korsvirkeshus, det tidigare Adler-Apotheke. I byggnaden fanns från 1623 till 1986 ett apotek. 1906 grundades det nuvarande museets verksamhet, som efter att flera gånger flyttats mellan olika byggnader i staden slutligen förlades till apoteket tillsammans med turistinformationen. Förste museichef blev historikern och redaktören för Eberswalder Zeitung Rudolf Schmidt. Den ursprungliga samlingen om 150 utställningsföremål har med tiden växt till 12 500.
Bland de främsta utställda föremålen räknas kopior av Eberswaldeguldskatten från bronsåldern, det största guldskattfyndet i Tyskland, från 800-talet f.Kr. Fyndet bestod av åtta guldskålar och 73 mindre föremål med en totalvikt på 2,54 kg rent guld och hittades 16 maj 1913 i ett lerkärl vid grävarbeten för ett byggprojekt i stadsdelen Finow. Föremålen förvarades i Berlins förhistoriska museum fram till andra världskriget, då guldföremålen föll i Röda arméns händer vid ockupationen 1945 och länge troddes vara försvunna, då de doldes av sovjetiska myndigheter. År 2004 offentliggjordes att originalföremålen befinner sig i Pusjkinmuseets samlingar i Moskva.

### Musik
Utomhusscenen i Familiengarten Eberswalde är den största evenemangsscenen, med sittplats för 4000 personer. I Sankt Georgs-kapellet anordnas klassiska konserter och litterära evenemang. Sedan 1994 anordnas jazzfestivalen jazz in e. årligen på olika platser i staden. I den botaniska trädgården anordnas sedan 2001 sommartid världsmusikkonserter. I klosterruinen i Chorin utanför staden arrangeras också sommarkonserter.

### Byggnadsminnen

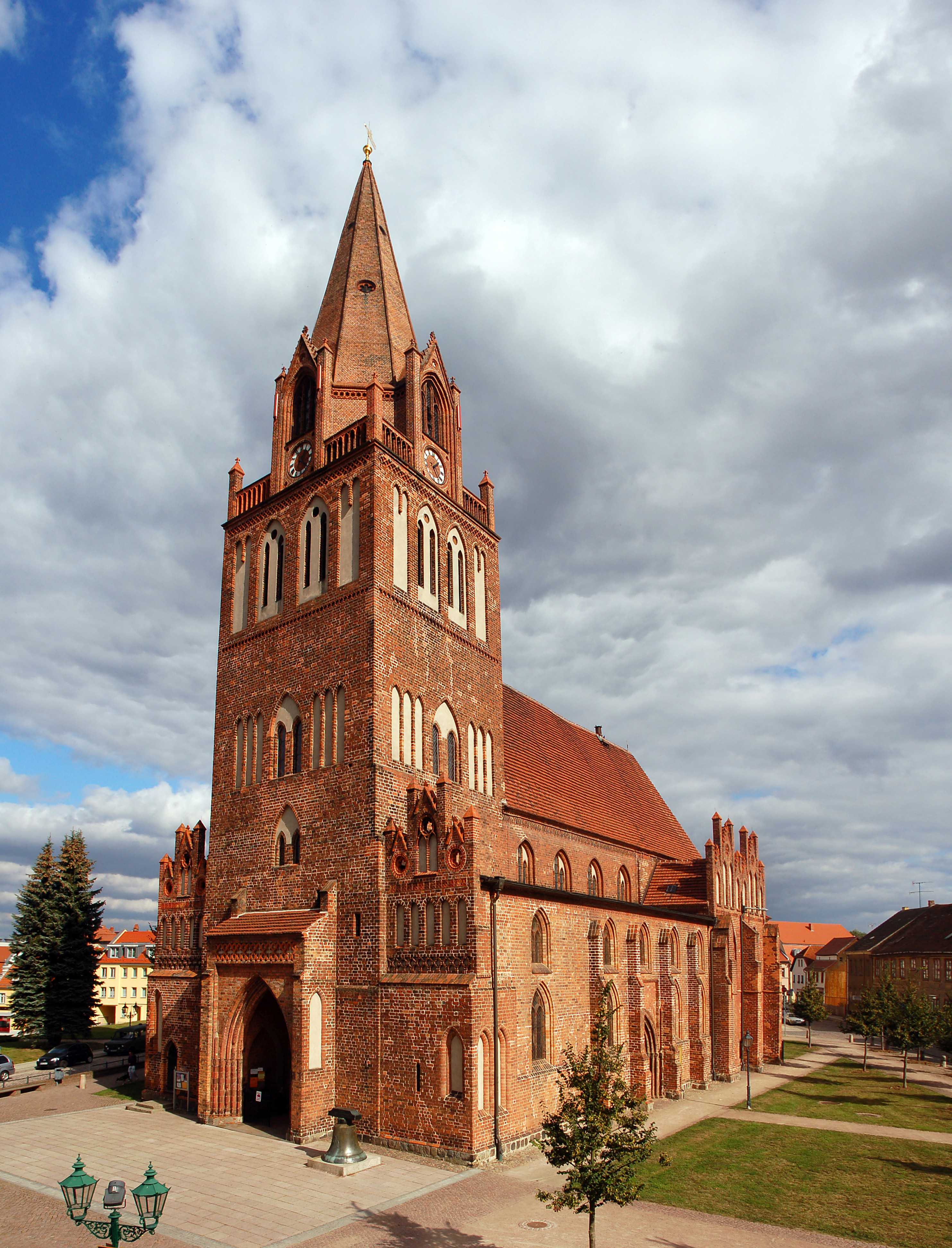
Maria Magdalena-kyrkan

- Altes Rathaus, byggt 1775 i barockstil som bostad för fabrikören Heller, vid stora torget.
- Maria Magdalena-kyrkan, gotisk stadskyrka från 1200-talet. Kyrkan har världens högsta murade tornspira.
- Martin Gropius-sjukhuset, under DDR-epoken använt av sovjetarmén.
- Utanför stadsgränsen ligger Chorins medeltida klosterruin och Schiffshebewerk Niederfinow.
- Teufelsbrücke, gjutjärnsbro som ursprungligen byggdes 1824-1826 i Berlin och 1913 flyttades till Finow i Eberswalde. Bron saknar sedan andra världskriget beläggning och är skadad.
- Flera hus i expressionistisk stil, ritade av bland annat Walter Gropius, i Messingwerksiedlung.

### Parker och kyrkogårdar
Staden är känd för sitt läge omgivet av stora skogsområden. I de luckor i bebyggelsen som orsakats av andra världskrigets bombningar skapades flera parker.
Zoologischer Garten Eberswalde är den näst största djurparken i Brandenburg och besöks årligen av omkring 250 000 besökare. Djurparken ligger i ett skogsområde utanför staden och inhyser både djurarter som lever vilt i Tyskland och exotiska arter från andra världsdelar. I närheten finns skogsakademins botaniska trädgård.
Stadens skogskyrkogård invigdes redan omkring år 1600, då som Sankt Gertrud-hospitalets kyrkogård, och fick sin nuvarande utformning i början på 1900-talet. Vid Oderberger Strasse finns resterna av stadens judiska kyrkogård, anlagd i mitten av 1700-talet. Ett 50-tal gravstenar återstår av kyrkogården, medan byggnaderna och muren idag är rivna.

## Näringsliv
Staden präglades under den östtyska tiden av tung industri, och även om dessa industrigrenar förlorat i betydelse efter 1990 har staden bibehållit sin karaktär av industristad, med flera olika tillverkningsföretag inom bland annat livsmedels- och metallindustri, elektroteknik, järnvägsfordonsbygge och maskinteknik. Staden är säte för den ledande regionala banken Sparkasse Barnim. Största arbetsgivare är Gesellschaft für Leben und Gesundheit mbH, som driver flera av stadens sjukhus och vårdinrättningar. En hamn finns vid Oder-Havelkanalen.

## Kommunikationer
Staden är en av endast tre städer i Tyskland där lokaltrafiken idag till stor del bedrivs med trådbuss; de andra är Esslingen am Neckar och Solingen.

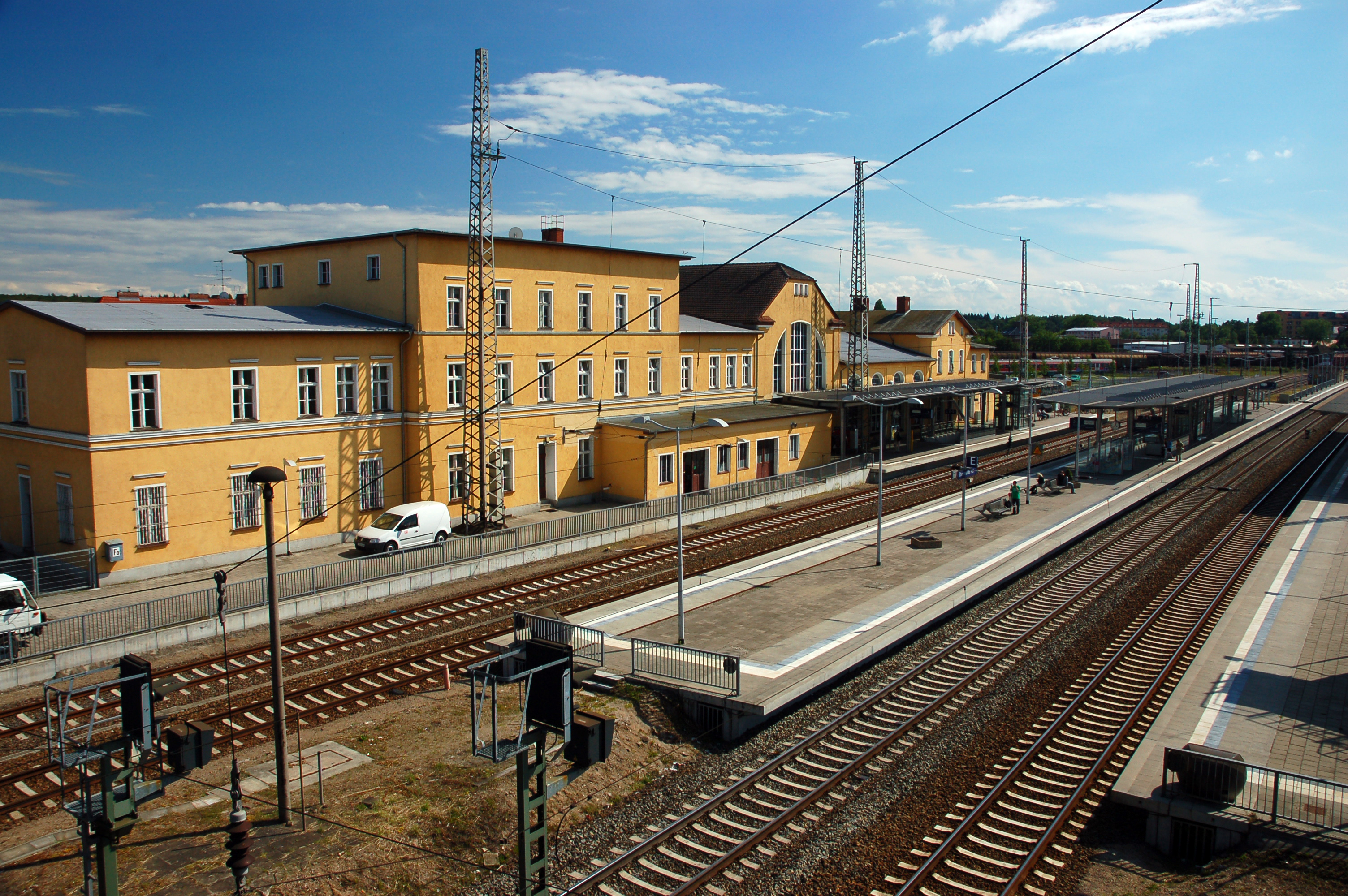
Järnvägsstationen

Närmaste motorväg är A11, som passerar väster om staden och sammanbinder den med Berlin och gränsen mot Polen. Genom stadskärnan löper förbundsvägarna Bundesstrasse 2 och Bundesstrasse 167, som bidrar till en relativt hög trafikbelastning i tätortsbebyggelsen; en förbifartsväg är under planering.
Staden har en järnvägsstation på järnvägen Berlin-Pasewalk-Stralsund och har även järnvägsförbindelse mot Frankfurt (Oder). Stadens järnvägsstation trafikeras både av InterCity- och regionaltrafik, med täta regionala förbindelser mot Berlin, Frankfurt (Oder), Joachimsthal och Stralsund, samt enstaka internationella avgångar mot Szczecin, Amsterdam och Prag.
Genom stadskärnan löper den äldre Finowkanalen, som idag huvudsakligen används för turisttrafik, och norr om stadskärnan löper Oder-Havelkanalen, som sedan färdigställandet 1914 övertagit Finowkanalens roll som transportled.

## Vänorter
- Tyskland: Delmenhorst i Niedersachsen
- Polen: Gorzów Wielkopolski i Lubusz vojvodskap
- Danmark: Herlev

## Kända Eberswaldebor
Följande personer är födda i Eberswalde:
- Marie Luise Becker (1871-1960), författare.
- Ralf Hauptmann (född 1968), fotbollsspelare, landslagsspelare för DDR.
- Gert Heidenreich (född 1944), författare och radiojournalist.
- Eckhard Herrmann (född 1949), konstnär.
- Candida Höfer (född 1944), fotograf.
- Gerd von Koerber (1906-1983), nazistisk politiker.
- Otto von Schjerning (1853-1921), tysk militärläkare.
- Hans Schrem (1911-1961), journalist och tidningsredaktör.
- Henning Wagenbreth (född 1962), grafiker och serietecknare.
- Paul Wunderlich (1927-2010), surrealistisk konstnär.